# Aleuroplatus cococolus
Aleuroplatus cococolus là một loài côn trùng cánh nửa trong họ Aleyrodidae, phân họ Aleyrodinae.
Aleuroplatus cococolus được Quaintance & Baker miêu tả khoa học đầu tiên năm 1917.